# Lampranthus eximius
Lampranthus eximius är en isörtsväxtart som beskrevs av L. Bol. Lampranthus eximius ingår i släktet Lampranthus och familjen isörtsväxter. Inga underarter finns listade i Catalogue of Life.